# Epipsylla bilineata
Epipsylla bilineata är en insektsart som beskrevs av Robert Malcolm Laing 1922. Epipsylla bilineata ingår i släktet Epipsylla och familjen rundbladloppor. Inga underarter finns listade i Catalogue of Life.